# .fm
.fm este un domeniu de internet de nivel superior, pentru Statele Federate ale Microneziei (ccTLD).